# Ernodes articularis
Ernodes articularis är en nattsländeart som först beskrevs av Francois Jules Pictet de la Rive 1834.  Ernodes articularis ingår i släktet Ernodes och familjen sandrörsnattsländor. Enligt den svenska rödlistan är arten otillräckligt studerad i Sverige. Arten förekommer i Götaland. Artens livsmiljö är sjöar och vattendrag, våtmarker. Inga underarter finns listade i Catalogue of Life.